# جوني لي (مغنية)
جوني لي (بالإنجليزية: Joni Lee)‏ هي مغنية وكاتبة غنائية أمريكية، ولدت في 1957 في أركنساس في الولايات المتحدة.